# سندرم دیسترس جنینی
در پزشکی زایمان اصطلاح دیسترس یا اضطراب جنینی (به انگلیسی: Fetal Distress) اشاره به نشانه‌هایی در یک زن باردار —قبل یا در طی زایمان—دارد که ممکن‌است بیانگر بروز مشکلاتی برای جنین باشد.

## علایم و نشانه‌ها
- کاهش حرکت جنین ( مادر این حالت را احساس می‌کند.)
- دفع مکونیوم در مایع آمنیوتیک
- الگوهای غیر اطمینان بخش قلب جنین: افزایش (تاکی کاردی) و کاهش ( برادی کاردی) ضربان قلب جنین به خصوص در طول و پس از انقباضات رحمی
- کاهش تنوع در ضربان قلب جنین
- اسیدوز متابولیک جنین
  - بالا رفتن سطح لاکتات خون جنین( آزمایش خون پوست سر جنین از طریق دهانه رحم باز در زایمان)
- کاهش سرعت علایم بیوشیمیایی (آزمایش خون پوست سر جنین از طریق دهانه رحم باز در زایمان)

برخی از این علایم پیش بینی کننده قابل اطمینان تری نسبت به سایر علایم هستند. به عنوان مثال، در کاردیوتوکوگرافی احتمال مثبت کاذب بالا است. اسیدوز متابولیک پیش بینی کننده قابل اطمینان تری است اما همیشه در دسترس نیست.

## علل
- مشکلات تنفسی
- موقعیت ونمایش غیر طبیعی جنین
- چند قلویی
- دیستوشی شانه
- پرولاپس بند ناف
- دکولمان
- پارگی رحم
- دیابت بارداری
- پره اکلامپسی یا فشارخون بارداری
- AF مکونیال
- جفت سر راهی
- زایمان ابزاری
- مجرای شریانی
- پارگی رحم
- بیماری مادر؛ کلستاز داخل کبدی دوره بارداری

## درمان
احیای داخل رحمی می تواند به زنده نگه داشتن جنین کمک نماید.  توصیه به زایمان سریع از طریق زایمان ابزاری ویا سزارین می شود.